# Wanda Klaff
Wanda Klaff (Danzica, 6 marzo 1922 – Biskupia Górka, 4 luglio 1946) è stata una militare tedesca, impiegata come guardia del campo di concentramento di Stutthof. Dopo la guerra fu giustiziata per crimini contro l'umanità.

## Biografia
Nacque a Danzica da genitori tedeschi con il nome di Wanda Kalacinski, figlia del ferroviere Ludwig Kalacinski. Il nome di famiglia fu cambiato in Kalden nel 1941.
Completò gli studi nel 1938 e lavorò in una fabbrica di marmellata fino al 1942. In quell'anno si sposò con Willy Klaff, inizialmente fu casalinga e poi operatrice di tram.

### Carriera nelle SS, arresto, processo ed esecuzione

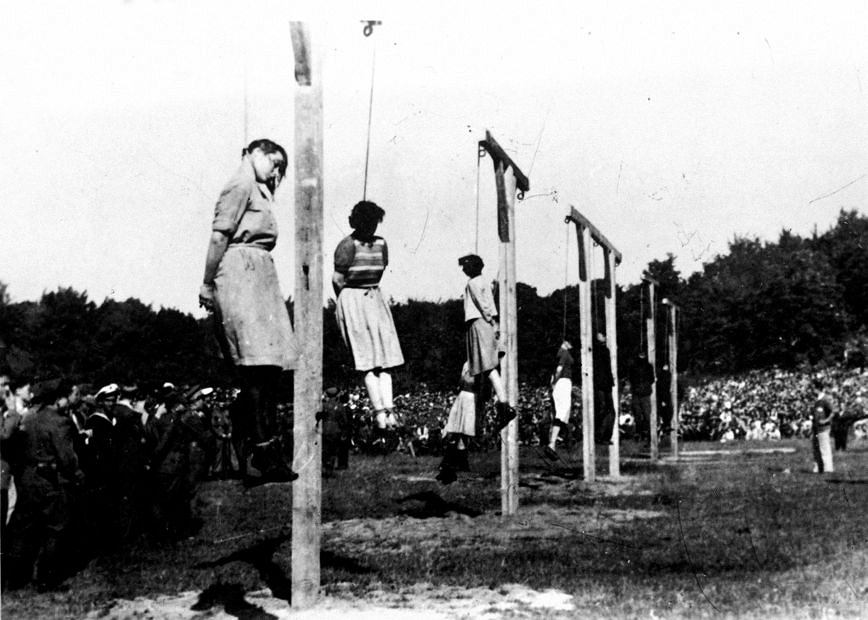
Esecuzione pubblica del personale del campo di concentramento di Stutthof il 4 luglio 1946 mediante impiccagione. In primo piano, da sinistra a destra, le sorveglianti Jenny-Wanda Barkmann, Ewa Paradies, Elisabeth Becker, Wanda Klaff e Gerda Steinhoff.

Nel 1944, si unì al personale del campo di Praust, sottocampo di Stutthof, nell'attuale Pruszcz Gdański, dove abusò di molti prigionieri. Il 5 ottobre 1944 arrivò al campo Russoschin, sottocampo di Stutthof, nell'attuale Polonia settentrionale.
Fuggì dal campo all'inizio del 1945 e l'11 giugno 1945 fu arrestata dagli ufficiali polacchi; in prigione si ammalò di febbre tifoidea. Fu processata al primo processo di Stutthof insieme agli altri ex supervisori e al personale maschile. Al processo dichiarò:"Sono molto intelligente e molto impegnata nel mio lavoro nei campi. Ogni giorno colpivo almeno due prigionieri".
Klaff fu condannata a morte e impiccata pubblicamente il 4 luglio 1946, sulla collina di Biskupia Górka vicino a Danzica, all'età di 24 anni.